# Edward Stickles
Edward „Ted“ Stickles (* 7. April 1942 in San Francisco, Kalifornien, USA) ist ein ehemaliger US-amerikanischer Schwimmer.
Ted Stickles schwamm 4 Weltrekorde über 400 m Lagen. Er war der erste Mensch, der die 200 Yards Lagen unter 2 Minuten und die 400 m Lagen unter 5 Minuten schwamm.
Während 3 Jahren hielt Stickles den Weltrekord in jeweils einer der beiden Lageneinzeldisziplinen.
Auf dem Höhepunkt seiner Schwimmkarriere verfehlte er nur knapp die Teilnahme an den Olympischen Spielen 1964 in Tokio, weil eine Sehnenentzündung am Ellbogen ihn am Trainieren hinderte. Dies war eine große Enttäuschung, weil seine Schwester Terri Stickles sich für die Teilnahme qualifizierte. Es wäre das erste Mal gewesen, dass Bruder und Schwester im selben Team an einer Olympiade teilnehmen.
Von 1962 bis 1965 trainierte Stickles an der Indiana University unter Trainer James Counsilman. Er wurde 1995 in die International Swimming Hall of Fame aufgenommen.